# Fyrskepp 25 Finngrundet

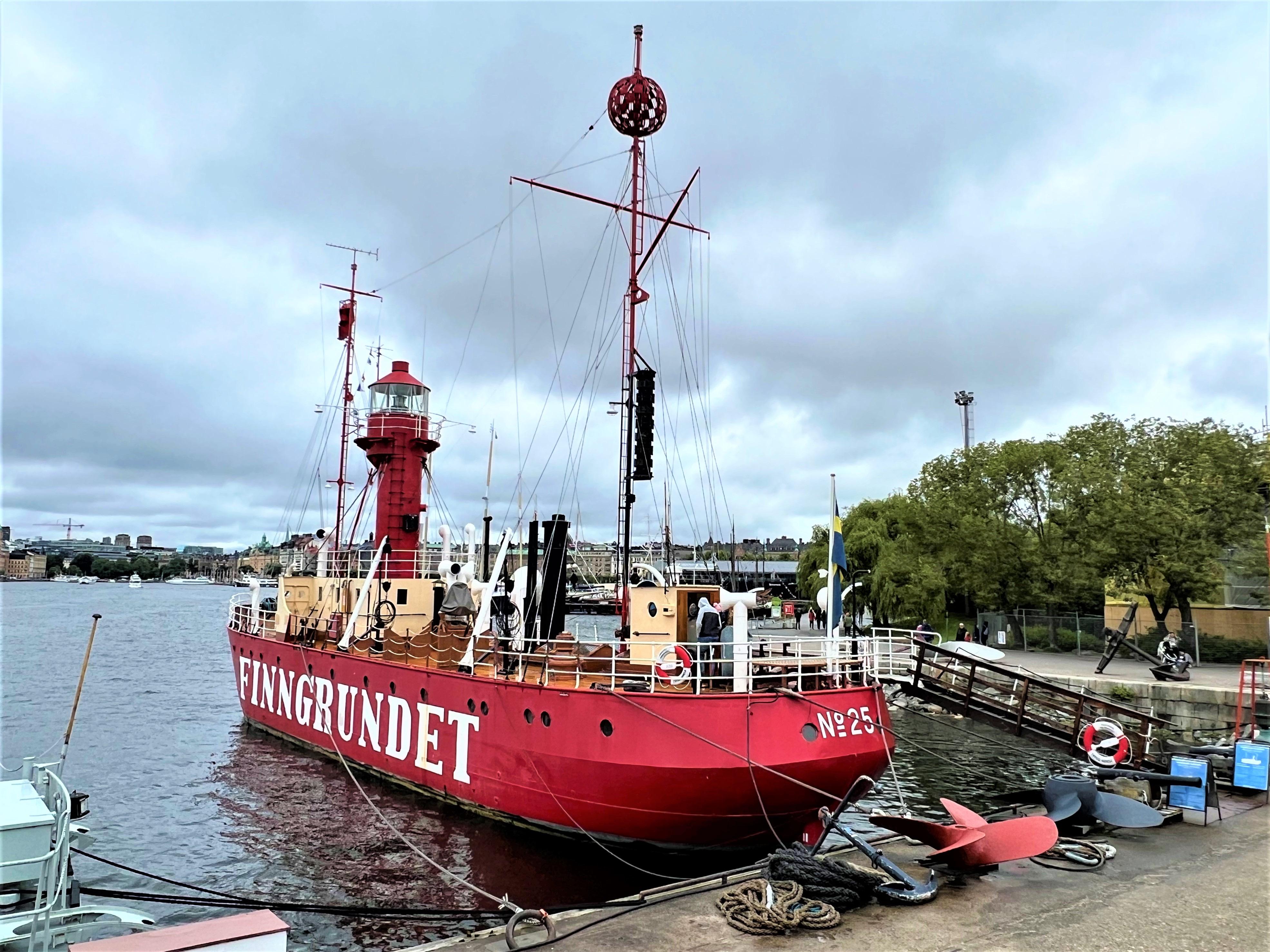
Fyrskepp Nr. 25 Finngrundet, 2023.

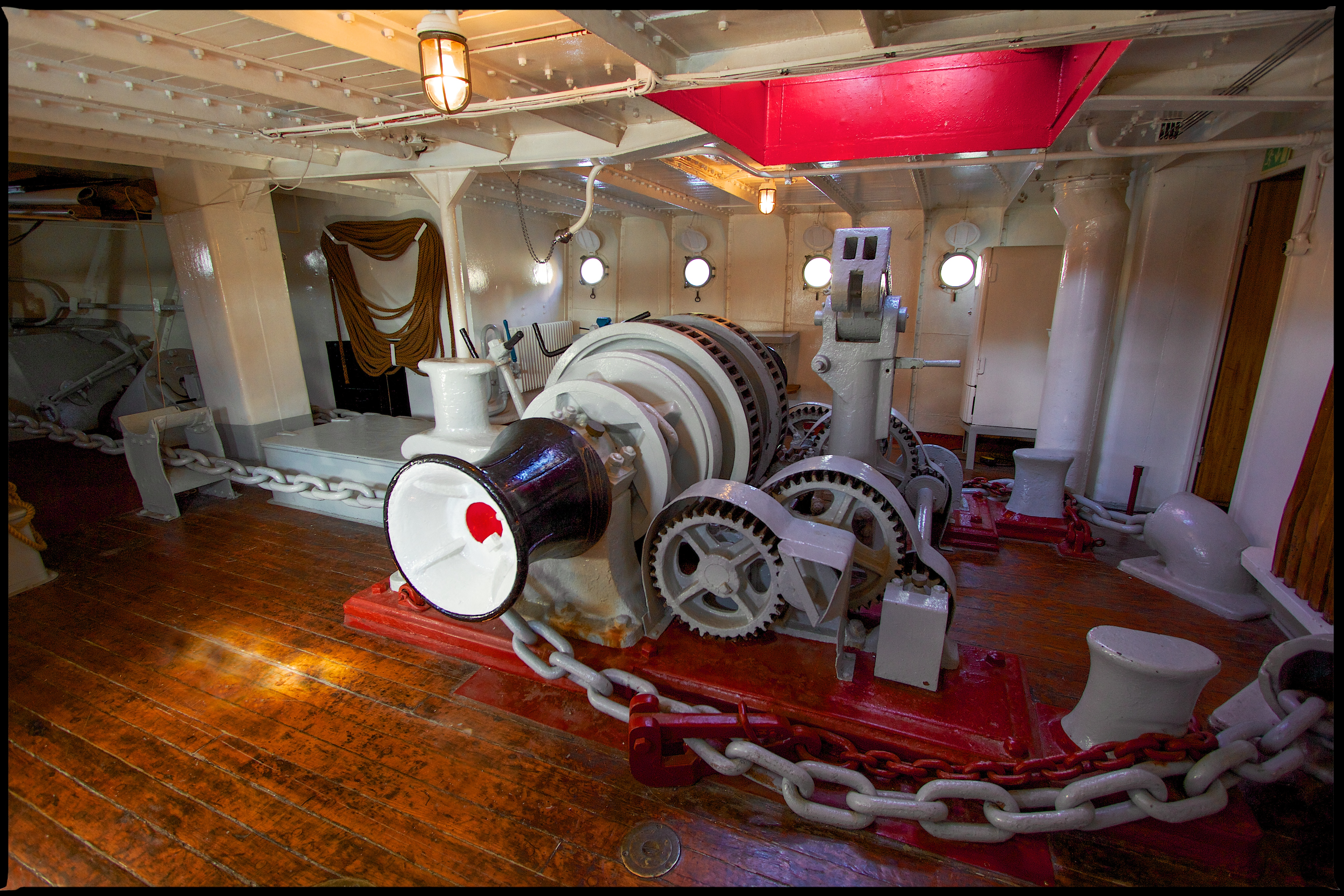
Finngrundets ankarspel.

Fyrskepp Nr 25 Finngrundet är ett fyrskepp, som byggdes 1903 vid Brodins varv i Gävle. Tidigare låg hon under den isfria delen av året för ankar i södra Bottenhavet på Finngrundet.
År 1969 togs fartyget ur tjänst och ägs numera av Statens maritima museer och ligger i Stockholm som museifartyg. Fyrskeppet ligger vid Jagarpiren utanför Vasamuseet, där hon ligger förtöjd tillsammans med isbrytaren S/S Sankt Erik. 
Finngrundet var, och är, rödmålat och har sitt namn målat med stora vita bokstäver längs sidorna, en internationell överenskommelse för fyrskepp, samt fyrskeppsnummer nr. 25 målat i aktern.
Den ursprungliga fyren på fartyget drevs av fotogen, med ett system av speglar. År 1927 byggdes hon om och fick en AGA-fyr inmonterad. Även en tyfon och en nautofon installerades vid detta tillfälle. Finngrundet fick också en radioutrustning, ett stort framsteg för besättningen. Kontakten med omvärlden hade tidigare endast kunnat upprätthållas genom det fartyg som kom varannan vecka med post och förnödenheter.
År 1940 gjordes en andra ombyggnad, varvid AGA-fyren elektrifierades och Finngrundet fick en radiofyr installerad.